# Ancyluris aristodorus
Ancyluris aristodorus is een vlindersoort uit de familie van de prachtvlinders (Riodinidae), onderfamilie Riodininae.
Ancyluris aristodorus werd in 1838 beschreven door Morisse.